# Bluffaktura

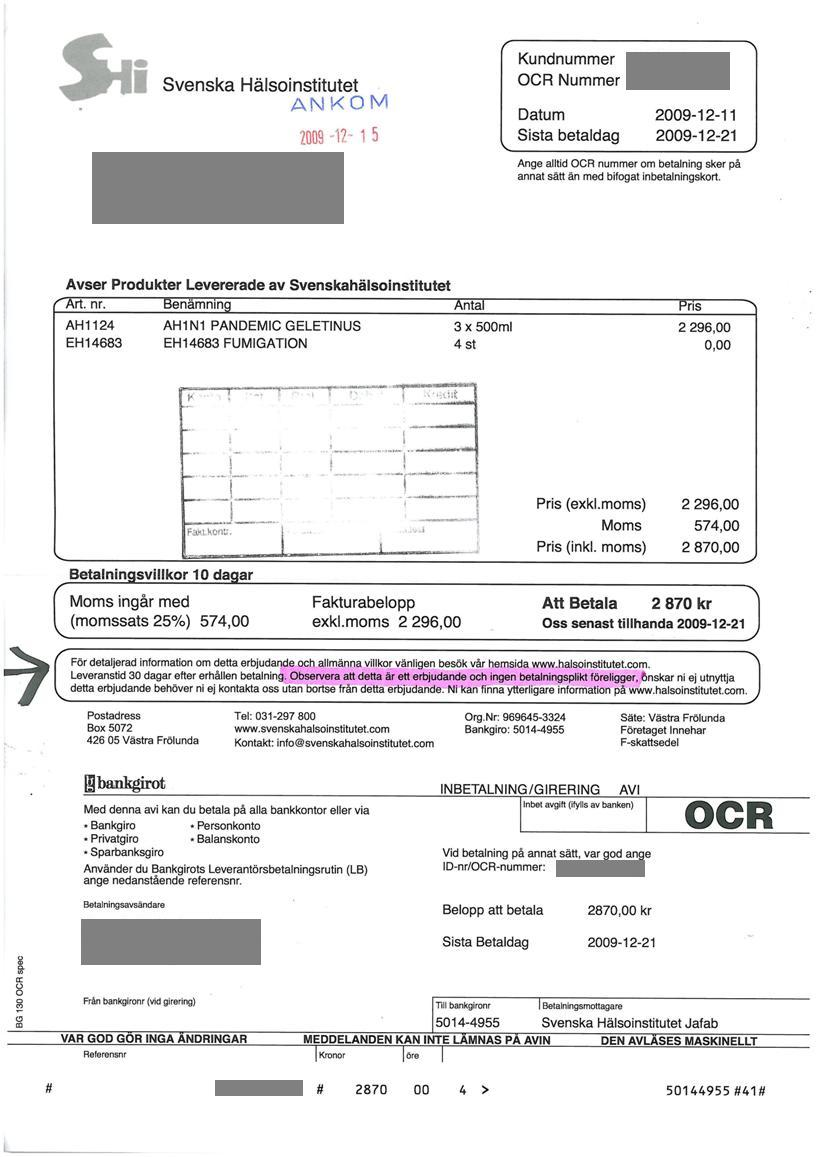
Bluffaktura skickad till ett svenskt företag 2009. Denna faktura är egentligen ett "erbjudande" (se den skuggade texten vid pilen), men ser för det otränade ögat ut som en faktura.

En bluffaktura är en faktura som skickas till framför allt företag för att lura till sig pengar. De kan vara utformade på olika sätt, till exempel vara en faktura för varor eller tjänster man aldrig mottagit, eller som en erbjudandefaktura som till vilseledning liknar en faktura. Domänskojare och spärrtjänster för telefon är också vanliga.
Bluffakturor skickas vanligtvis ut av oseriösa företag, framför allt i semestertider, då många ovana och nya medarbetare luras att betala dem.
Det finns ett antal kommersiella skydd för företag i trångmål med bluffbolag.

## Sverige
80 % av bluffbedrägerierns i Sverige 2013 hade sitt ursprung i Malmöregionen och där engagerade bluffbolagen 400 personer. Brotten finansierar och drivs av kriminella nätverk som Black Cobra samt K- och M-falangerna.